# Prinz (Adelsgeschlecht)

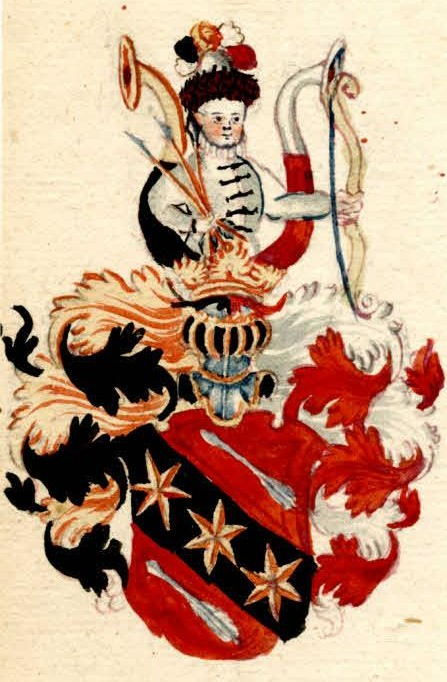
Ursprüngliches Wappen derer von Prinz (1577) im Österreichischen Staatsarchiv

Prinz (auch Princz, Printz o. ä.) bzw. ab 1635 Prinz von Buchau ist der Name eines schlesischen Briefadelsgeschlechts.
Die Familie ist zu unterscheiden von dem namensähnlichen, aber wappenverschiedenen westfälisch-preußischen Briefadelsgeschlecht Printzen, auch wenn Teile der einschlägigen Literatur die Familien fälschlicherweise vermengen. Auch mit den westfälischen Pryns besteht keine Stammesverwandtschaft.

## Geschichte
Der Stammvater des Geschlechts ist Daniel Princz, der am 14. September 1546 zu Löwenberg im Fürstentum Jauer in Schlesien geboren wurde. Er war Herr auf Falkenau und Kroschen sowie kaiserlicher Hofdiener und erlangte mit Brief von Kaiser Rudolph II. vom 28. Dezember 1577 den rittermäßigen Adelsstand für die österreichischen Erblande. Mit dem Brief wurde ihm gleichzeitig auch ein erstes Wappen verliehen. Daniel von Prinz wurde königlich-kaiserlicher Appellationsrat in Prag und erhielt am 12. Juni 1588 ein neues, in Prag ebenfalls von Kaiser Rudolph II. ausgestelltes Diplom. Dieses gestand ihm und seinen Nachkommen den rittermäßiges Reichsadelsstand unter Verleihung des kaiserlichen Schutzes, Schirmes und der salva guardia zu. Außerdem für seine Person das Palatinat. Gleichzeitig wurde das Wappen gebessert bzw. vollständig verändert. Daniel von Prinz starb als Kammerrat zu Breslau. Zuvor war er zweimal als Botschafter nach Moskau gesandt worden, wie sein Buch De Moscoviae ortu et progressu belegt.
Ein Sohn von Daniel, Karl von Prinz (* 1585 auf Falkenau), kaiserlicher Rat bei der Hauptmannschaft zu Ottmachau, erhielt von Kaiser Ferdinand II. per Diplom vom 24. November 1635 eine Bestätigung und Vermehrung des Wappen, wobei Letztere nicht angegeben wurde. In diesem Diplom, das Karl erbeten hatte, da das 1588er Diplom während Kriegszeiten verloren gegangen war, wird Karl erstmals mit dem Prädikat „von Buchau“ genannt, nach dem Ort Buchau im Nordwesten Böhmens. Karls Sohn Adam Leopold Prinz von Buchau, bischöflicher Konsistorialrat und Assessor zu Breslau, 1647–1685 kaiserlicher Landeshauptmann des Fürstentums Neisse wiederum erhielt mit Diplom von Kaiser Leopold I. vom 5. Mai 1644 das böhmische Inkolat im Herrenstand sowie die Erhebung in den Reichs- und böhmischen Freiherrenstand. Gleichzeitig wurde ihm ein neues Wappen verliehen. 1661 erbte derselbe von seinem Schwager, Johann Balthasar Liesch von Hornau (1592–1661), 1625 bis 1661 Weihbischof in Breslau und daselbst 1635 bis 1656 Bistumsadministrator, die Fideicommißgüter Ober- und Nieder-Kühschmalz sowie Zindel. Aus seiner ersten Ehe mit Barbara Liesch von Hornau hatte Adam Leopold drei Söhne: Johann Georg Prinz von Buchau († 1727) erbte Ober-Kühschmalz, Johann Anton Sebastian Prinz von Buchau Nieder-Kühschmalz und Johann Jacob Prinz von Buchau († 1705) Zindel. Nach dem Tod von Johann Jacob, dessen Sohn schon als Kind gestorben war, fiel Zindel an Johann Anton Sebastian, der dafür Nieder-Kühschmalz an Johann Georg abgab. Nach Johann Anton Sebastians Tod fiel Zindel zwar an dessen Sohn Johann Anton Prinz von Buchau, doch dieser starb 1729 unverheiratet und kinderlos. Dadurch fiel schließlich auch Zindel an die Nachkommen Johann Georgs, der Landesältester des Bistums Breslau zu Neiße und 1727 gestorben war. Er hinterließ vier Söhne und fünf Töchter. Ober-Kühschmalz fiel an Johann Ferdinand von Printz († 1748), preußischer Landrat im Kreis Grottkau, Nieder-Kühschmalz an Johann Georg Joseph Prinz von Buchau und Zindel an Johann Adam Leopold Prinz von Buchau. Der jüngste Sohn, Johann Christoph Ignatz Prinz von Buchau starb 1730 als Fähnrich.
Die Nachkommen waren später vielfach in preußischen Diensten, z. B. Theodor Prinz von Buchau (1811–1871), preußischer Oberst, oder dessen Sohn Kurt Prinz von Buchau (1863–1918), preußischer Generalmajor.
Besitz hatte die Familie in Schlesien: Falkenau (urkundlich 1608), Gierschdorff, Kamnig (1772–1776), Kroschen (1590–1608), Kühschmalz (1661–1830), Petersheide (1720), Pillwösche (1700), Schönheide (1770), Tschilsch (1706) und Zindel (1661–1830).

## Wappen
Blasonierung des Stammwappens von 1577In Rot ein mit drei goldenen Sternen belegter Schrägrechtsbalken, begleitet oben und unten von einem mit dem Eisen rechtsgekehrten silbern geflitschten PFeil. Auf dem gekrönten Helm mit rechts schwarz-goldenen und links rot-silbernen Helmdecken zwischen einem Gold über Schwarz und einem Silber über Rot geteilten Büffelhorn, aus der Helmrkrone wachsend ein Moskowiter in schwarzverschnürtem silbernen Waffenrock mit silberner Halskrause, goldenem Haar und mit schwarzem Pelz verbrämten silbernen Hut, dessen Spitze mit vier (schwarz-golden-rot-silbernen) Straußenfedern besteckt ist; in der Rechten hält derselbe drei silbern geflitschte Pfeile geschrägt und in der ausgestreckten Linken einen goldenen Bogen mit schwarzer Sehne.
Blasonierung des geänderten Wappens von 1588In Silber ein von Rot und Gold geschachter doppelschwänziger gekrönter Löwe. Auf dem Helm mit rot-goldenen Decken stehen zwei nach außen gelehnte, oben brennende silberne Fackeln, die von zwei dergleichen an beiden Ende brennenden dergestalt gitterförmig überlegt sind, dass die obene der waagerechten Fackeln die rechte der gelehnten überdeckt und von der linken überdeckt wird, wogegen es mit der unteren umgekehrt der Fall ist.
Blasonierung des gebesserten Freiherrenwappens von 1644Geviert mit einem goldgesäumten silbernen Herzschild, in diesem auf grünem Grund ein doppelschwänziger roter Löwe. Felder 1 und 4 in Blau auf grünem Dreiberg eine gegen die Teilung springende Hirschkuh (Hindin); Felder 2 und 3 in Rot auf grünem Dreiberg ein gegen die Teilung springender silberner Bracke mit goldenem beringten Halsband. Zwei gekrönte Helme mit rot-grünen Decken: I. der Bracke, II. die Hirschkuh, beide wachsend.

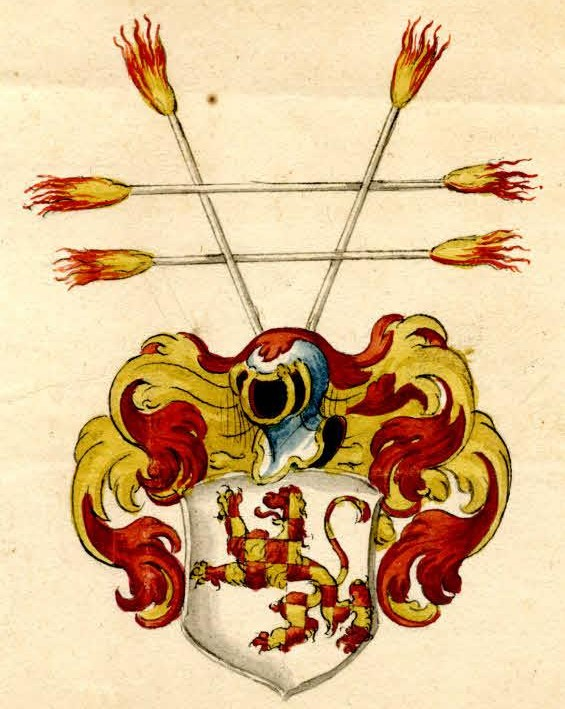
Geändertes Wappen derer von Prinz (1588) im Österreichischen Staatsarchiv
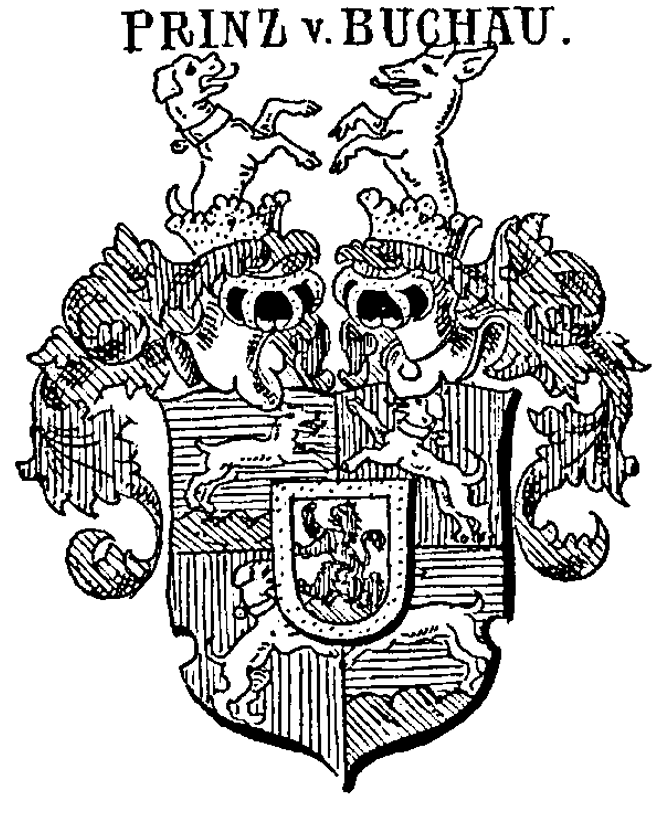
Wappen der Freiherren Prinz von Buchau (1644) in Siebmachers Wappenbuch
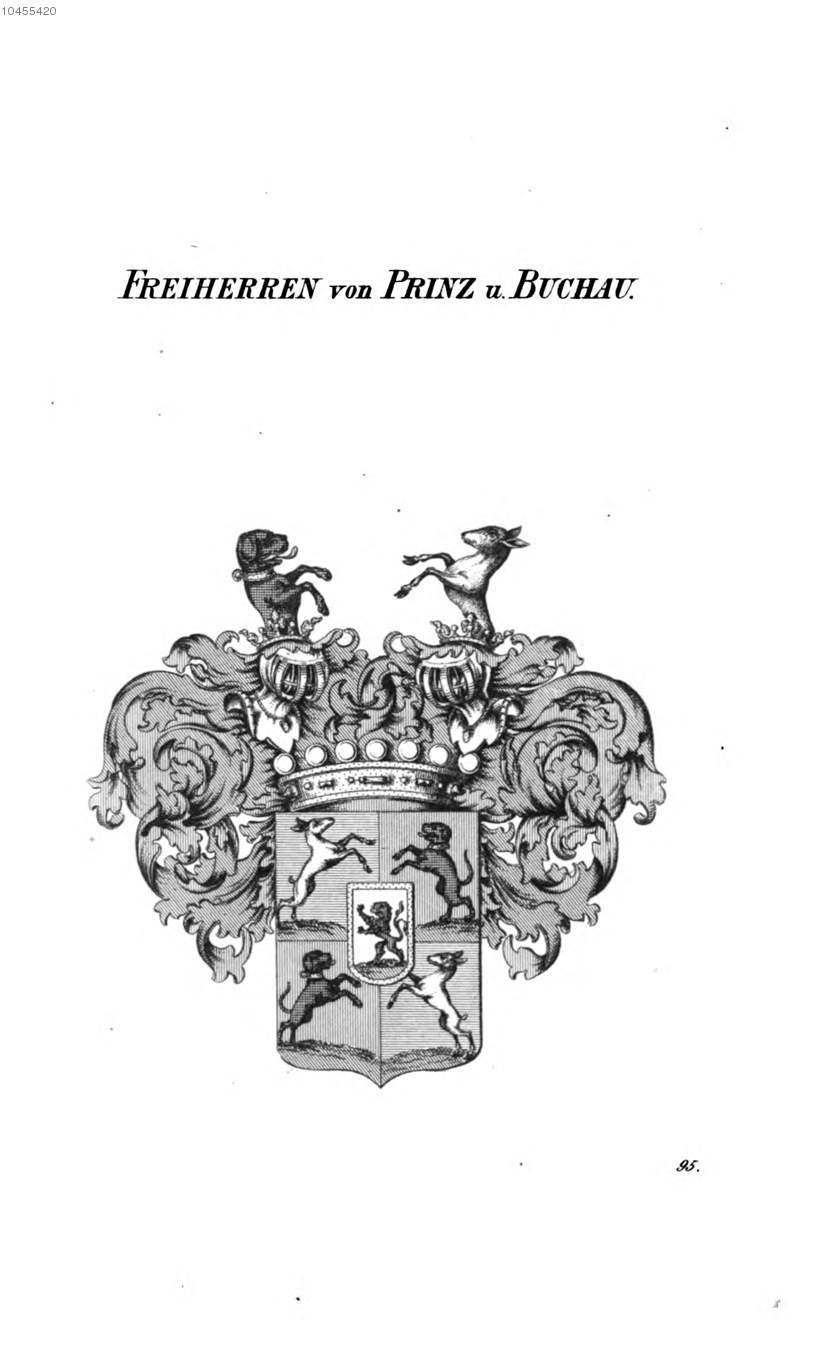
Wappen der Freiherren Prinz von Buchau (1644) bei Tyroff

## Persönlichkeiten
- Adam Leopold Prinz von Buchau, bischöflicher Konsistorialrat und Assessor zu Breslau, 1647–1685 kaiserlicher Landeshauptmann des Fürstentums Neisse
- Johann Ferdinand von Printz († 1748), preußischer Landrat
- Kurt Prinz von Buchau (1863–1918), preußischer Generalmajor

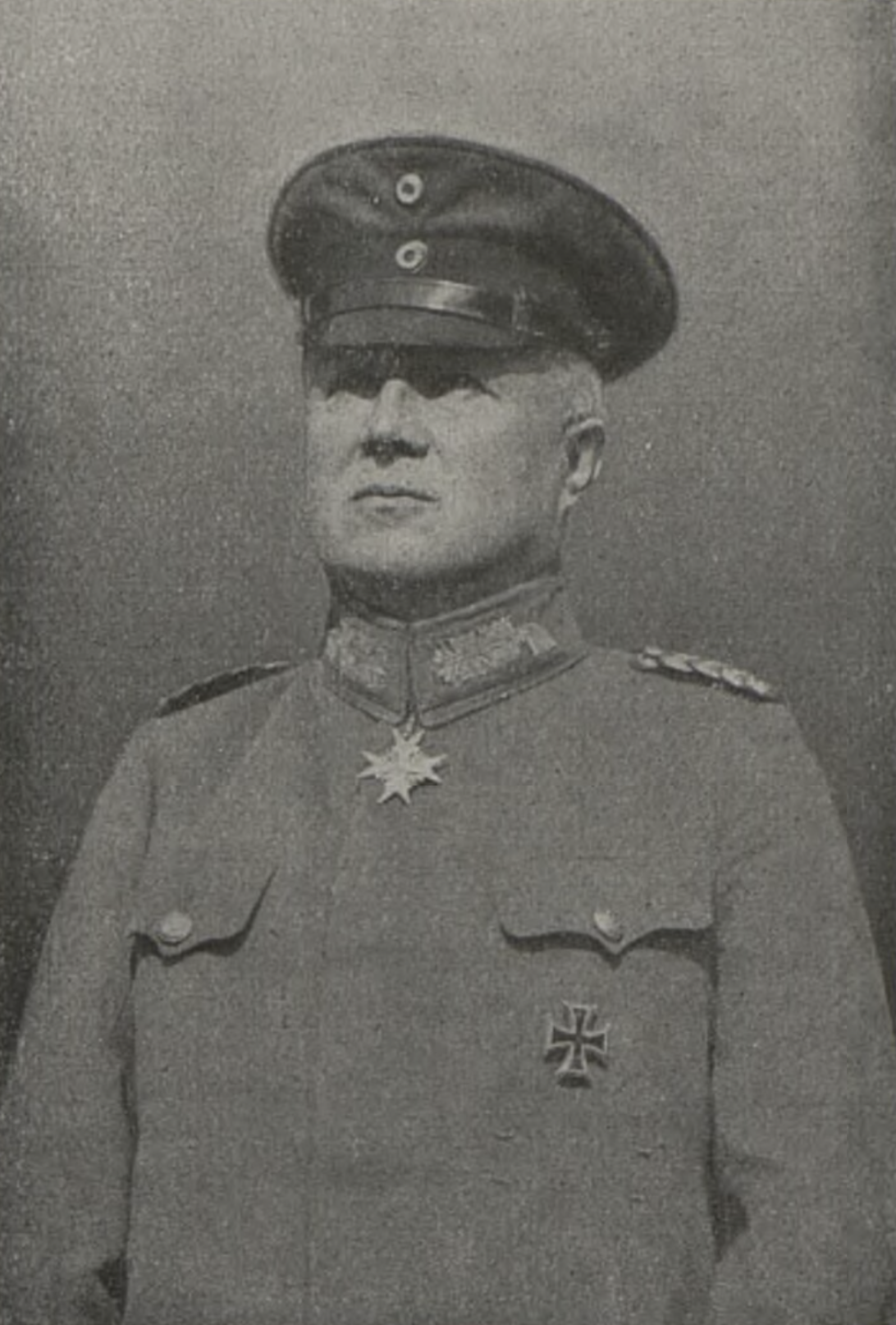
Kurt Prinz von Buchau (1863–1918), ca. 1918